# Chad Kolarik
Chad Kolarik (ur. 26 stycznia 1986 w Abington) – amerykański hokeista, reprezentant Stanów Zjednoczonych, olimpijczyk.

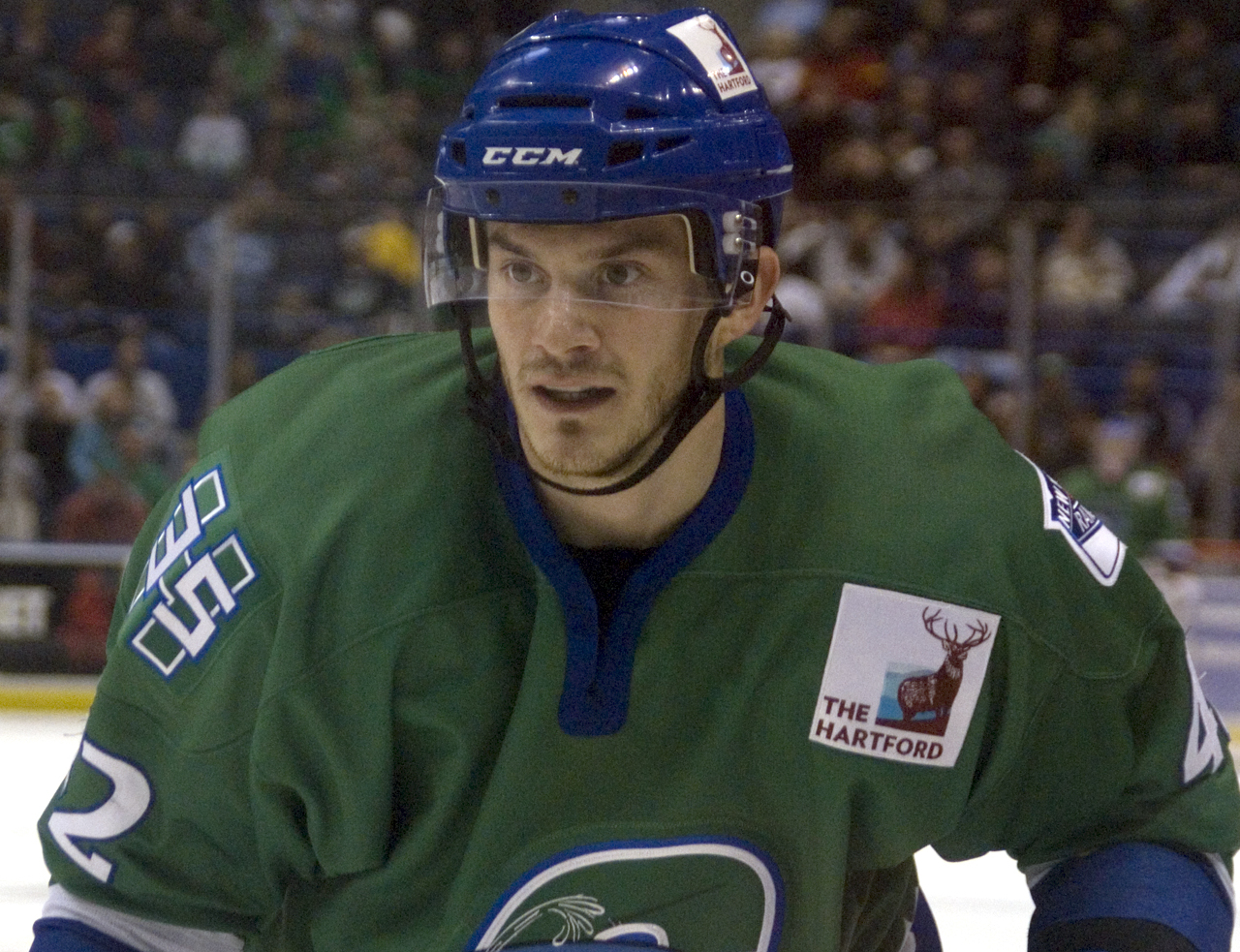
Chad Kolarik w barwach Connecticut Whale (2011)

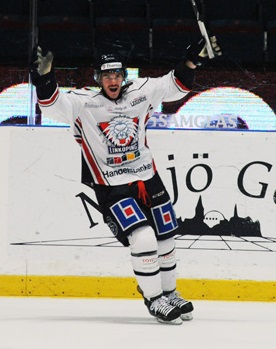
Chad Kolarik w barwach Linköpings HC (2013)

## Kariera
- Philadelphia Jr. Flyers 14U AAA (2000/2001)
- La Salle College High (2000/2001)
- Deerfield Academy (2001/2002)
- U.S. National U17 Team (2002/2003)
- U.S. National U18 Team (2002-2004)
- Michigan Wolverines (2004-2008)
- San Antonio Rampage (2008-2010)
- Syracuse Crunch (2010)
- Columbus Blue Jackets (2010)
- Springfield Falcons (2010/2011)
- Connecticut Whale (2010-2013)
- New York Rangers (2011)
- Wilkes-Barre/Scranton Penguins (2012/2013)
- Linköpings HC (2013-2014)
- Awangard Omsk (2014-2015)
- Kloten Flyers (2015-2016)
- Adler Mannheim (2016-2019)
- EC Red Bull Salzburg (2019-2020)

Początkowo grał w ligach USHS, USDP, NAHL. W drafcie NHL z 2004 został wybrany przez Phoenix Coyotes. Od 2004 do 2008 przez cztery sezony występował w akademickiej lidze NCAA w barwach zespołu z Uniwersytetu Michigan. Został absolwentem tej uczelni. Od 2008 do 2013 grał w klubach z NHL i AHL.
W czerwcu 2013 został zawodnikiem szwedzkiego zespołu Linköpings HC. Stamtąd w październiku 2014 przeszedł do rosyjskiego Awangarda Omsk. W kwietniu 2015 został graczem szwajcarskiego Kloten. W maju 2016 przeszedł do niemieckiego klubu Adler Mannheim. W lutym 2018 przedłużył tam kontrakt o rok. W kwietniu 2019 został graczem austrickiego EC Salzburg, a po sezonie 2019/2020 zakończył karierę.
W barwach reprezentacji Stanów Zjednoczonych uczestniczył w turniejach mistrzostw świata juniorów do lat 18 edycji 2004 oraz zimowych igrzysk olimpijskich 2018.

## Życie prywatne
W 2011 poślubił gimnastyczkę sportową Kylee Botterman (ur. 1989). Oboje mają syna Christiana.

## Sukcesy
Reprezentacyjne
- Srebrny medal mistrzostw świata juniorów do lat 18: 2004

Klubowe
- Mistrzostwo NCAA (CCHA): 2005, 2008 z Michigan Wolverines
- Złoty medal mistrzostw Niemiec: 2019 z Adler Mannheim

Indywidualne
- NCAA CCHA 2007/2008:
  - Pierwszy skład gwiazd NCAA
  - Drugi skład gwiazd Amerykanów NCAA (West)
- AHL 2012/2013:
  - Mecz Gwiazd AHL
- European Trophy 2013:
  - Drugie miejsce w klasyfikacji kanadyjskiej: 12 punktów
- Svenska hockeyligan (2013/2014):
  - Pierwsze miejsce w klasyfikacji strzelców w sezonie zasadniczym: 30 goli (Trofeum Håkana Looba)[11]
  - Piąte miejsce w klasyfikacji kanadyjskiej w sezonie zasadniczym: 48 punktów[12]
- DEL (2016/2017):
  - Czwarte miejsce w klasyfikacji strzelców w sezonie zasadniczym: 25 goli[13]
- DEL (2017/2018):
  - Piąte miejsce w klasyfikacji strzelców w sezonie zasadniczym: 23 gole[14]
  - Czwarte miejsce w klasyfikacji kanadyjskiej w sezonie zasadniczym: 46 punktów[15]
- DEL (2016/2017):
  - Siódme miejsce w klasyfikacji strzelców w sezonie zasadniczym: 21 goli[16]
- Liga Austriacka (2019/2020):
  - Ósme miejsce w klasyfikacji strzelców w sezonie zasadniczym: 20 goli[17]